# Nemicolopterus

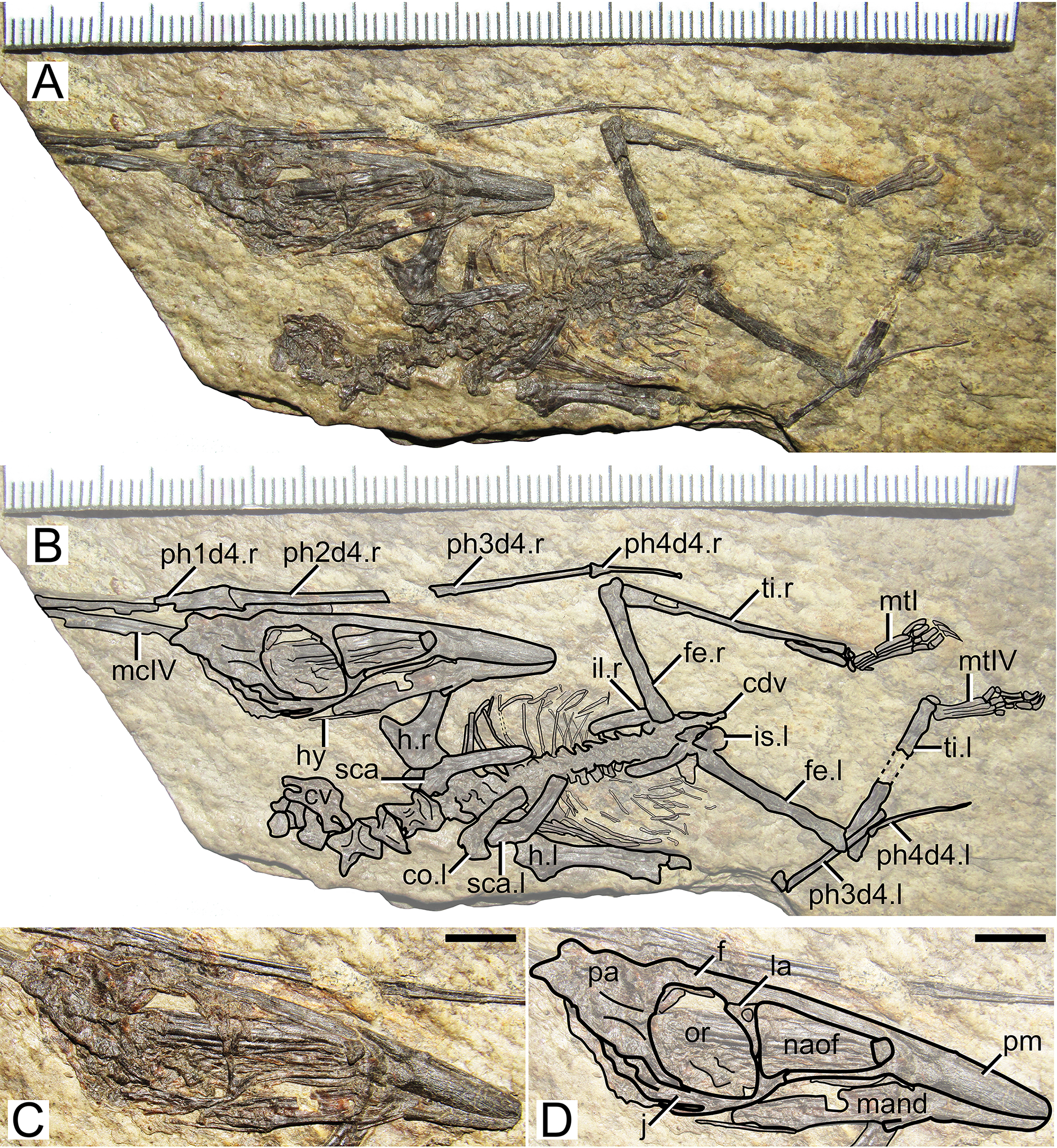
fósil

Nemicolopterus crypticus es una especie extinta de pterosaurio pterodactiloideo descrita en el año 2008, con base en un espécimen de tamaño muy reducido que se consideró entonces como el más pequeño pterosaurio "adulto" conocido. El nombre del género "Nemicolopterus" proviene de las palabras en griego nemos que significa "bosque", ikolos que traduce "habitante", y el término en griego latinizado pteron que significa "ala". El nombre de la especies, crypticus se deriva de kryptos, que significa "oculto". Por lo tanto, "Nemicolopterus crypticus" se traduciría como "el oculto habitante alado del bosque". Sus fósiles se conocen de la llamada biota de Jehol en China, que data de hace 120 millones de años.

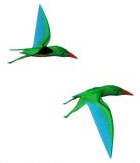
Reconstrucción en vida

El espécimen fósil tipo de N. crypticus, cuyo número de catálogo es IVPP V-14377, es alojado en las colecciones del Instituto de Paleontología de Vertebrados y Paleoantropología en Pekín. Este fósil se halló en la Formación Jiufotang, la cual data de la época del Aptiense (hace 120 millones de años). Fie descubierto en la zona de Luzhhouou de la ciudad de Yaolugou, en el condado de Jianchang, en Huludao al oeste de la provincia de Liaoning en el noreste de China. El ejemplar tiene una envergadura de algo menos de 25 centímetros, lo que lo hace menor que todos los pterosaurios conocidos, exceptuando a algunos especímenes de crías recién eclosionadas. Wang et al. (2008), quienes describieron originalmente al espécimen, concluyeron que era inmaduro, señalando el grado de fusión de los huesos y la osificación de los dedos de los pies, gastralia y el esternón como indicador de que era un animal ya subadulto en lugar de un recién nacido. Sin embargo, el paleontólogo Darren Naish indicó en su popular weblog que, debido a la hipótesis de que los pterosaurios eran altamente precoces, la fusión de los huesos y la osificación pueden haber ocurrido en las primeras etapas de vida, y que Nemicolopterus puede haber sido un individuo recién nacido del género Sinopterus. Esta identificación fue presentada formalmente en un estudio de 2021, el cual determinó que Nemicolopterus encajaba en una serie ontogénica, siendo un recién nacido o un individuo muy joven de Sinopterus.
Un análisis de las relaciones filogenéticas de los pterosaurios realizado por Andres y colaboradores en 2014 determinó que el espécimen estaría en una relación muy cercana con la especie "Sinopterus" gui.